# Пабло Карењо Буста
Пабло Карењо Буста (шп. Pablo Carreño Busta; Хихон, 12. јул 1991) шпански је тенисер који је свој најбољи пласман у синглу достигао 11. септембра 2017. када је заузимао десето место на АТП листи. У каријери је освојио седам титула у појединачној конкуренцији. Омиљена подлога му је шљака а ударац бекхенд. 2013. је добио награду за играча који је највише напредовао на АТП листи (Most Improved Player of the Year).
Највећи успех на гренд слем турнирима у синглу остварио је на Отвореном првенству САД 2017. када се пробио до полуфинала где је изгубио меч од Кевина Андерсона у четири сета. У конкуренцији мушких парова као најзначајнији резултат истиче се финале Отвореног првенства САД 2016. где је са сународником Гарсијом-Лопезом поражен од британско-бразилске комбинације Мари / Соарес.
На Олимпијским играма у Токију освојио је бронзану медаљу за Шпанију у појединачној конкуренцији. На путу до медаље победио је другог и првог тенисера света, Данила Медведева и Новака Ђоковића.

## Гренд слем финала

### Парови: 1 (0:1)
| Исход     | Бр. | Година | Турнир | Подлога | Партнер               | Противници              | Резултат |
| --------- | --- | ------ | ------ | ------- | --------------------- | ----------------------- | -------- |
| Финалиста | 1.  | 2016.  | ОП САД | Тврда   | Гиљермо Гарсија-Лопез | Џејми Мари Бруно Соарес | 2:6, 3:6 |

## Финала АТП мастерс 1000 серије

### Појединачно: 1 (1:0)
| Исход    | Бр. | Година | Турнир   | Подлога | Противник     | Резултат      |
| -------- | --- | ------ | -------- | ------- | ------------- | ------------- |
| Победник | 1.  | 2022.  | Монтреал | Тврда   | Хуберт Хуркач | 3:6, 6:3, 6:3 |

### Парови: 2 (1:1)
| Исход     | Бр. | Година | Турнир    | Подлога | Партнер        | Противници                        | Резултат         |
| --------- | --- | ------ | --------- | ------- | -------------- | --------------------------------- | ---------------- |
| Финалиста | 1.  | 2018.  | Рим       | Шљака   | Жоао Соза      | Хуан Себастијан Кабал Роберт Фара | 6:3, 4:6, [4:10] |
| Победник  | 1.  | 2020.  | Синсинати | Тврда   | Алекс де Минор | Џејми Мари Нил Скупски            | 6:2, 7:5         |

## Мечеви за олимпијске медаље

### Појединачно: 1 (1:0)
| Исход  | Година | Турнир                   | Подлога | Противник     | Резултат           |
| ------ | ------ | ------------------------ | ------- | ------------- | ------------------ |
| Бронза | 2020.  | Олимпијске игре у Токију | Тврда   | Новак Ђоковић | 6:4, 6:7(6:8), 6:3 |

## АТП финала

### Појединачно: 12 (7:5)
| Легенда                        |
| ------------------------------ |
| Гренд слем турнири (0:0)       |
| Завршно првенство сезоне (0:0) |
| АТП мастерс 1000 (1:0)         |
| АТП 500 (1:2)                  |
| АТП 250 (5:3)                  |

| Финала по подлози |
| ----------------- |
| Тврда (4:1)       |
| Шљака (3:4)       |
| Трава (0:0)       |

| Финала по локацији |
| ------------------ |
| Отворено (6:4)     |
| Дворана (1:1)      |

| Исход     | Бр. | Датум               | Турнир              | Подлога   | Противник         | Резултат                |
| --------- | --- | ------------------- | ------------------- | --------- | ----------------- | ----------------------- |
| Финалиста | 1.  | 28. фебруар 2016.   | Сао Пауло, Бразил   | Шљака     | Пабло Куевас      | 6:7(4:7), 3:6           |
| Финалиста | 2.  | 1. мај 2016.        | Каскаис, Португал   | Шљака     | Николас Алмагро   | 7:6(8:6), 6:7(5:7), 3:6 |
| Победник  | 1.  | 27. август 2016.    | Винстон-Сејлем, САД | Тврда     | Роберто Б. Агут   | 6:7(6:8), 7:6(7:1), 6:4 |
| Победник  | 2.  | 23. октобар 2016.   | Москва, Русија      | Тврда (д) | Фабио Фоњини      | 4:6, 6:3, 6:2           |
| Финалиста | 3.  | 26. фебруар 2017.   | Рио, Бразил         | Шљака     | Доминик Тим       | 5:7, 4:6                |
| Победник  | 3.  | 7. мај 2017.        | Есторил, Португал   | Шљака     | Жил Милер         | 6:2, 7:6(7:5)           |
| Победник  | 4.  | 29. септембар 2019. | Ченгду, Кина        | Тврда     | Александар Бублик | 6:7(5:7), 6:4, 7:6(7:3) |
| Победник  | 5.  | 11. април 2021.     | Марбеља, Шпанија    | Шљака     | Ђауме Мунар       | 6:1, 2:6, 6:4           |
| Победник  | 6.  | 18. јул 2021.       | Хамбург, Немачка    | Шљака     | Филип Крајиновић  | 6:2, 6:4                |
| Финалиста | 4.  | 26. септембар 2021. | Мец, Француска      | Тврда (д) | Хуберт Хуркач     | 6:7(2:7), 3:6           |
| Финалиста | 5.  | 24. април 2022.     | Барселона, Шпанија  | Шљака     | Карлос Алкараз    | 3:6, 2:6                |
| Победник  | 7.  | 14. август 2022.    | Монтреал, Канада    | Тврда     | Хуберт Хуркач     | 3:6, 6:3, 6:3           |

### Парови: 9 (4:5)
| Легенда                        |
| ------------------------------ |
| Гренд слем турнири (0:1)       |
| Завршно првенство сезоне (0:0) |
| АТП мастерс 1000 (1:1)         |
| АТП 500 (2:1)                  |
| АТП 250 (1:2)                  |

| Финала по подлози |
| ----------------- |
| Тврда (2:2)       |
| Шљака (2:3)       |
| Трава (0:0)       |

| Финала по локацији |
| ------------------ |
| Отворено (4:5)     |
| Дворана (0:0)      |

| Исход     | Бр. | Датум               | Турнир            | Подлога | Партнер               | Противници                        | Резултат              |
| --------- | --- | ------------------- | ----------------- | ------- | --------------------- | --------------------------------- | --------------------- |
| Победник  | 1.  | 6. фебруар 2016.    | Кито, Еквадор     | Шљака   | Гиљермо Дуран         | Томаз Белучи Марсело Демолинер    | 7:5, 6:4              |
| Финалиста | 1.  | 21. фебруар 2016.   | Рио, Бразил       | Шљака   | Давид Мареро          | Хуан Себастијан Кабал Роберт Фара | 6:7(5:7), 1:6         |
| Финалиста | 2.  | 28. фебруар 2016.   | Сао Пауло, Бразил | Шљака   | Давид Мареро          | Хулио Пералта Орасио Зебаљос      | 6:4, 1:6, [5:10]      |
| Финалиста | 3.  | 10. септембар 2016. | Њујорк, САД       | Тврда   | Гиљермо Гарсија-Лопез | Џејми Мари Бруно Соарес           | 2:6, 3:6              |
| Финалиста | 4.  | 2. октобар 2016.    | Ченгду, Кина      | Тврда   | Маријуш Фирстенберг   | Равен Класен Раџив Рам            | 6:7(2:7), 5:7         |
| Победник  | 2.  | 9. октобар 2016.    | Пекинг, Кина      | Тврда   | Рафаел Надал          | Џек Сок Бернард Томић             | 6:7(6:8), 6:2, [10:8] |
| Победник  | 3.  | 26. фебруар 2017.   | Рио, Бразил       | Шљака   | Пабло Куевас          | Хуан Себастијан Кабал Роберт Фара | 6:4, 5:7, [10:8]      |
| Финалиста | 5.  | 20. мај 2018.       | Рим, Италија      | Шљака   | Жоао Соза             | Хуан Себастијан Кабал Роберт Фара | 6:3, 4:6, [4:10]      |
| Победник  | 4.  | 29. август 2020.    | Синсинати, САД    | Тврда   | Алекс де Минор        | Џејми Мари Нил Скупски            | 6:2, 7:5              |

## Остала финала

### Тимска такмичења: 3 (1:2)
| Исход     | Бр. | Датум              | Турнир                      | Подлога   | Партнери                                                                             | Противници                                                               | Резултат | Извор |
| --------- | --- | ------------------ | --------------------------- | --------- | ------------------------------------------------------------------------------------ | ------------------------------------------------------------------------ | -------- | ----- |
| Победник  | 1.  | 24. новембар 2019. | Дејвис куп, Мадрид, Шпанија | Тврда (д) | Рафаел Надал Роберто Баутиста Агут Фелисијано Лопез Марсел Гранољерс                 | Феликс Оже-Алијасим Денис Шаповалов Брејден Шнур Вашек Поспишил          | 2:0      | [ 7 ] |
| Финалиста | 1.  | 12. јануар 2020.   | АТП куп, Сиднеј, Аустралија | Тврда     | Рафаел Надал Роберто Баутиста Агут Фелисијано Лопез Алберт Рамос-Вињолас             | Новак Ђоковић Душан Лајовић Никола Ћаћић Виктор Троицки Никола Милојевић | 1:2      | [ 8 ] |
| Финалиста | 2.  | 9. јануар 2022.    | АТП куп, Сиднеј, Аустралија | Тврда     | Роберто Баутиста Агут Алберт Рамос-Вињолас Алехандро Давидович Фокина Педро Мартинез | Феликс Оже-Алијасим Денис Шаповалов Брејден Шнур Стивен Дијез            | 0:2      | [ 9 ] |

### Егзибициони турнири: 1 (1:0)
| Исход    | Бр. | Датум            | Турнир              | Подлога | Противник   | Резултат           | Извор  |
| -------- | --- | ---------------- | ------------------- | ------- | ----------- | ------------------ | ------ |
| Победник | 1.  | 12. јануар 2018. | Мелбурн, Аустралија | Тврда   | Метју Ебден | 6:7(6:8), 6:4, 6:2 | [ 10 ] |